# 1999

## أحداث
- 21 سبتمبر: زلزال يضرب تايوان ويخلف 11441 جريحا.
- وقوع الحرب الباكستانية-الهندية 1999 بداية من 1 مايو 1999 إلى 1 يوليو 1999.
- نهاية حرب كوسوفو في 11 يونيو 1999 والتي بدأت في 27 فبراير 1998.
- وقوع غزو داغستان بداية من 2 أغسطس 1999 إلى 14 سبتمبر 1999.
- بداية الحرب الشيشانية الثانية في 26 أغسطس 1999 والتي انتهت في 15 أبريل 2009.

### يناير
- 25 يناير - زلزال أرمينيا بكولومبيا (1999) ، بقوة 6.4. قتل على الأقل 1,185 شخص، وفقد أكثر من 700 وتم افتراضهم قتلى، أكثر من 4,750 مصاب وحوالي 250,000 مشرد.

### فبراير
- 19 فبراير - اغتيال محمد محمد صادق الصدر من قبل مسلحين تابعين لحزب البعث وقيام انتفاضة العراق 1999.
- 27 فبراير - انتخاب أولوسيجون أوباسانجو رئيسًا لنيجيريا.

### مارس
- 23 مارس - في باراغواي مسلحون يغتالون نائب الرئيس لويس ماريا ارجانيا.

### أبريل
- 20 أبريل - مذبحة ثانوية كولومباين في مقاطعة جيفيرسون، الولايات المتحدة، عدد الوفيات 15 شخصا (بما فيهم مرتكبا الجريمة).

### مايو
- 1 مايو - في ليبيريا، إندلعت الحرب الأهلية الليبيرية الثانية.
- 7 مايو - مقتل ثلاثة من موظفي السفارة الصينية في بلغراد (يوغسلافيا وقتها) وجرح عشرين آخرين عندما قامت طائرة تابعة لحلف شمال الأطلسي بقصف المبنى.
- 7 مايو - انقلاب عسكري في غينيا بيساو.
- 17 مايو - فوز إيهود باراك لرئاسة وزراء إسرائيل.
- 26 مايو - نادي مانشستر يونايتد يفوز بـدوري أبطال أوروبا. على حساب النادي الألماني بايرن ميونخ بـ2-1، في مدينة برشلونة باإسبانيا.
- 29 مايو - بالنمسا نيران مدمرة في نفق تاورن اودت بحياة 12 شخصا.

### يونيو
- 16 يونيو - ثابو مبيكي يصبح الرئيس الجديد لجنوب أفريقيا.
- 19 يونيو - تم اختيار مدينة تورين (إيطاليا) لإستضافة الألعاب الأولمبية الشتوية لعام 2006.

### يوليو
- 23 يوليو - اعتلاء محمد السادس عرش المغرب بعد وفاة والده الملك الحسن الثاني الذي توفي في نفس اليوم عن عمر يناهز 70 عاما.

### أغسطس
- 8 أغسطس - الرئيس الروسي بوريس يلتسن يعين فلاديمير بوتين رئيسا للوزراء.
- 17 أغسطس - زلزال أزميد - تركيا، بقوة 7.6 على مقياس درجة العزم. استمر الحدث ل37 ثانية وقتل حوالي 17.000 شخص وترك وراءه تقريباً نصف مليون شخص بلا مأوى وأصبحت مدينة إزميد منطقة منكوبة.

### سبتمبر
- 30 سبتمبر - فوز المنتخب الأردني لكرة القدم على المنتخب العراقي لكرة القدم بركلات الترجيح 4-2 بعد التعادل 4-4 في مباراة رائعة وتاريخية في آخر يوم من الدورة الرياضية العربية التاسعة دورة الحسين.

### أكتوبر
- 5 أكتوبر - انقلاب عسكري في باكستان بقيادة رئيس الأركان برويز مشرف.
- 20 أكتوبر - انتخاب عبد الرحمن وحيد رئيساً لإندونيسيا.
- 30 أكتوبر - أحداث شغب في منطقة خيطان في الكويت بين عدد من العمال الوافدين من المصريين والبنغلاديشيين.
- 31 أكتوبر - استمرار أعمال الشغب في منطقة خيطان في الكويت.
- 31 أكتوبر - مقتل 217 شخصا في تحطم بوينغ بي767-300 تابعة لشركة مصر للطيران رقم الرحلة 990، قبالة ساحل ماساتشوستس الأمريكي.

### نوفمبر
- 20 نوفمبر - الصين تطلق أول مركبة فضائية شنتشو.

### ديسمبر
- 31 ديسمبر - استقالة الرئيس الروسي بوريس يلتسين، أصبح فلاديمير بوتين رئيسًا مؤقتًا.

## مواليد

### يناير
- 1 يناير - دياموند وايت، ممثلة ومغنية أمريكية.
- 3 يناير - أمايا، مغنية إسبانية.
- 4 يناير - دانييل أرزاني، لاعب كرة قدم أسترالي إيراني.
- 5 يناير - ماثياس سفانبرغ، لاعب كرة قدم سويدي.
- 15 يناير - ميراي دانر، ممثلة تركية.
- 18 يناير - كاران برار، ممثل أمريكي.
- 23 يناير
  - ألبان لافون، لاعب كرة قدم فرنسي.
  - مالانغ سار، لاعب كرة قدم فرنسي.
- 25 يناير - جاي ويتفورد، مغني أسترالي.

### فبراير
- 4 فبراير - محمد سلطاني مهر، لاعب كرة قدم إيراني.
- 5 فبراير - جاكا بيجول، لاعب كرة قدم سلوفيني.
- 7 فبراير
  - بي ميلير، مغنية أمريكية.
  - عمر مرموش، لاعب كرة قدم مصري.
- 11 فبراير
  - أندري لونين، لاعب كرة قدم أوكراني.
  - كانداس هيل، عداءة أمريكية.
- 14 فبراير - تايلر ادامس، لاعب كرة قدم أمريكي.
- 19 فبراير - كوين لورد، ممثل كندي.
- 23 فبراير - وارينا حسين، ممثلة وعارضة أزياء أفغانية.
- 25 فبراير - جانلويجي دوناروما، لاعب كرة قدم إيطالي.
- 28 فبراير - لوكا دونتشيتش، لاعب كرة سلة سلوفيني.

### مارس
- 5 مارس
  - ماديسون بير، ممثلة أمريكية.
  - يري، مغنية كورية.
- 22 مارس - ميك شوماخر، سائق فورمولا 2 ألماني.
- 29 مارس - إزيكويل باركو، لاعب كرة قدم أرجنتيني.
- 31 مارس - ينز أودجارد، لاعب كرة قدم دنماركي.

### أبريل
- 6 أبريل - كويسي بواكي، ممثل أمريكي.
- 9 أبريل - إسحاق هيمبستيد رايت، ممثل إنجليزي.
- 14 أبريل - ماتيو جندوزي، لاعب كرة قدم فرنسي.
- 15 أبريل - دينيس شابوفالوف، لاعب كرة مضرب كندي روسي.
- 18 أبريل - ميخائيل أندرو، سباح أمريكي.
- 20 أبريل - كارلي روز سونينكلار، مغنية وممثلة أمريكية.
- 27 أبريل - جيويل اسورو، لاعب كرة قدم سويدي.
- 30 أبريل - يوردن فان فوريست، لاعب شطرنج هولندي.

### مايو
- 1 مايو - منة عرفة، ممثلة مصرية.
- 5 مايو - جاستن كلويفرت، لاعب كرة قدم هولندي.
- 8 مايو - ريبيكا أندرادي، متسابقة جمباز فني برازيلية.
- 11 مايو - سابرينا كاربنتر، ممثلة ومغنية أمريكية.
- 15 مايو - ناثان تشن، راقص جليد أمريكي.
- 19 مايو - أرنور سيغوردسون، لاعب كرة قدم آيسلندي.
- 22 مايو - كامرين بيكوندوفا، ممثلة وراقصة أمريكية.
- 24 مايو - تشارلي بلامر، ممثل أمريكي.
- 25 مايو
  - إبراهيما كوناتيه، لاعب كرة قدم فرنسي.
  - بريك باسنجر، ممثلة أمريكية.
- 27 مايو
  - ليلي روز ديب، ممثلة وعارضة أزياء فرنسية/أمريكية.
  - ماتيوس كونها، لاعب كرة قدم برازيلي.
- 28 مايو - كاميرون بويس، ممثل أمريكي.
- 30 مايو - إيدي نيكيتاه، لاعب كرة قدم إنجليزي.

### يونيو
- 3 يونيو - دان آكسل زاغادو، لاعب كرة قدم فرنسي.
- 10 يونيو - رفائيل لياو، لاعب كرة قدم برتغالي.
- 11 يونيو
  - كاي هافيرتز، لاعب كرة قدم ألماني.
  - كيتلين ناكون، ممثلة ومغنية أمريكية.
- 21 يونيو - ناتالي ألين ليند، ممثلة أمريكية.
- 26 يونيو - هارلي كوين سميث، ممثلة أمريكية.
- 27 يونيو - تشاندلر ريجز، ممثل أمريكي.

### يوليو
- 2 يوليو - نيكولو زانيولو، لاعب كرة قدم إيطالي.
- 7 يوليو - رؤوف وفايق، ثنائي بوب.
- 30 يوليو - جوي كينج، ممثلة أمريكية.

### أغسطس
- 3 أغسطس - إبراهيم دياز، لاعب كرة قدم إسباني.
- 7 أغسطس - سيدني ماكلولين، عداءة أمريكية.
- 9 أغسطس - أريانة جيدو، ممثلة وكوميدية أمريكية.
- 11 أغسطس - كيفن نوكس، لاعب كرة سلة أمريكي.
- 12 أغسطس - ماتيس دي ليخت، لاعب كرة قدم هولندي.
- 19 أغسطس - إيثان كوتكوسكي، ممثل أمريكي.
- 22 أغسطس - داكوتا جويو، ممثل كندي.
- 27 أغسطس - ميتشيل فان بيرغن، لاعب كرة قدم هولندي.
- 28 أغسطس - نيكولاي أمير الدنمارك.

### سبتمبر
- 16 سبتمبر - ماو يي، متسابقة جمباز صينية.
- 17 سبتمبر - دانيال هوتليستون، ممثل إنجليزي.
- 18 سبتمبر - ميليسا دونجل، ممثلة تركية.
- 21 سبتمبر - ألكسندر إيساك، لاعب كرة قدم سويدي.
- 22 سبتمبر
  - إيرين بيت، ممثلة كندية.
  - كيم يو جونغ، ممثلة كورية.
- 30 سبتمبر - فلافيا سارايفا، متسابقة جمباز فني برازيلية.

### أكتوبر
- 1 أكتوبر - كريستوفر تايلور، عداء جمايكي.
- 14 أكتوبر - دانيال روش، ممثل إنجليزي.
- 15 أكتوبر
  - بايل ماديسون، ممثلة أمريكية.
  - بين وودبورن، لاعب كرة قدم ويلزي.

### نوفمبر
- 10 نوفمبر
  - جواو فيليكس، لاعب كرة قدم برتغالي.
  - كيرنان شيبكا، ممثلة أمريكية.
- 18 نوفمبر - دومينغوس كوينا، لاعب كرة قدم برتغالي بيساوي.
- 19 نوفمبر - يفغينيا ميدفيديفا، راقصة جليد روسية.
- 26 نوفمبر - أوليفيا أوبراين، مغنية أمريكية.
- 29 نوفمبر - شهد عبد الله، ممثلة لبنانية تعمل في الكويت.

### ديسبمر
- 10 ديسمبر - ريس نيلسون، لاعب كرة قدم إنجليزي.
- 29 ديسمبر - فرانسيسكو ترينكاو، لاعب كرة قدم برتغالي.

## وفيات
- نواف بن سعود بن عبد العزيز آل سعود، أمير سعودي.
- الياس ربابي
- محمد المنوني
- محمد المجذوب
- محمد أنور عبد اللطيف (عسكري مصري)
- مانليف بارينغتون (متسابق دراجات نارية أيرلندي)
- لويس الرزق
- كمال السامرائي

### يناير
- 4 يناير:  آيرون آيس كودي، ممثل أمريكي.
- 4 يناير:  كيشوماري أيوشيبا، خبير في فنون الدفاع ياباني.
- 6 يناير:  لايوس تيتشي، لاعب كرة قدم هنغاري.
- 11 يناير:  برايان مور، روائي، وكاتب سيناريو وصحفي من المملكة المتحدة.
- 11 يناير:  جوزيفينا بلا، صحفية، رسامة، كاتبة وشاعرة إسبانية.
- 11 يناير:  تيوفو أورا، سياسي فنلندي شغل منصب رئيس حكومة فنلندا.
- 15 يناير:  جون بيكر سوندرز، موسيقي أمريكي.
- 18 يناير:  البشير زرق العيون، سياسي ومناضل تونسي.
- 18 يناير:  عبد اللطيف البغدادي، عسكري وسياسي مصري، شغل منصب وزير الحربية.
- 23 يناير:  جو داماتو، مخرج ومنتج أفلام إيطالي.
- 19 يناير:  ماريو جنتيلي، دراج إيطالي.
- 26 يناير:  كلود بيز، فرنسي اشتهر برئاسته لنادي بوردو.

### فبراير

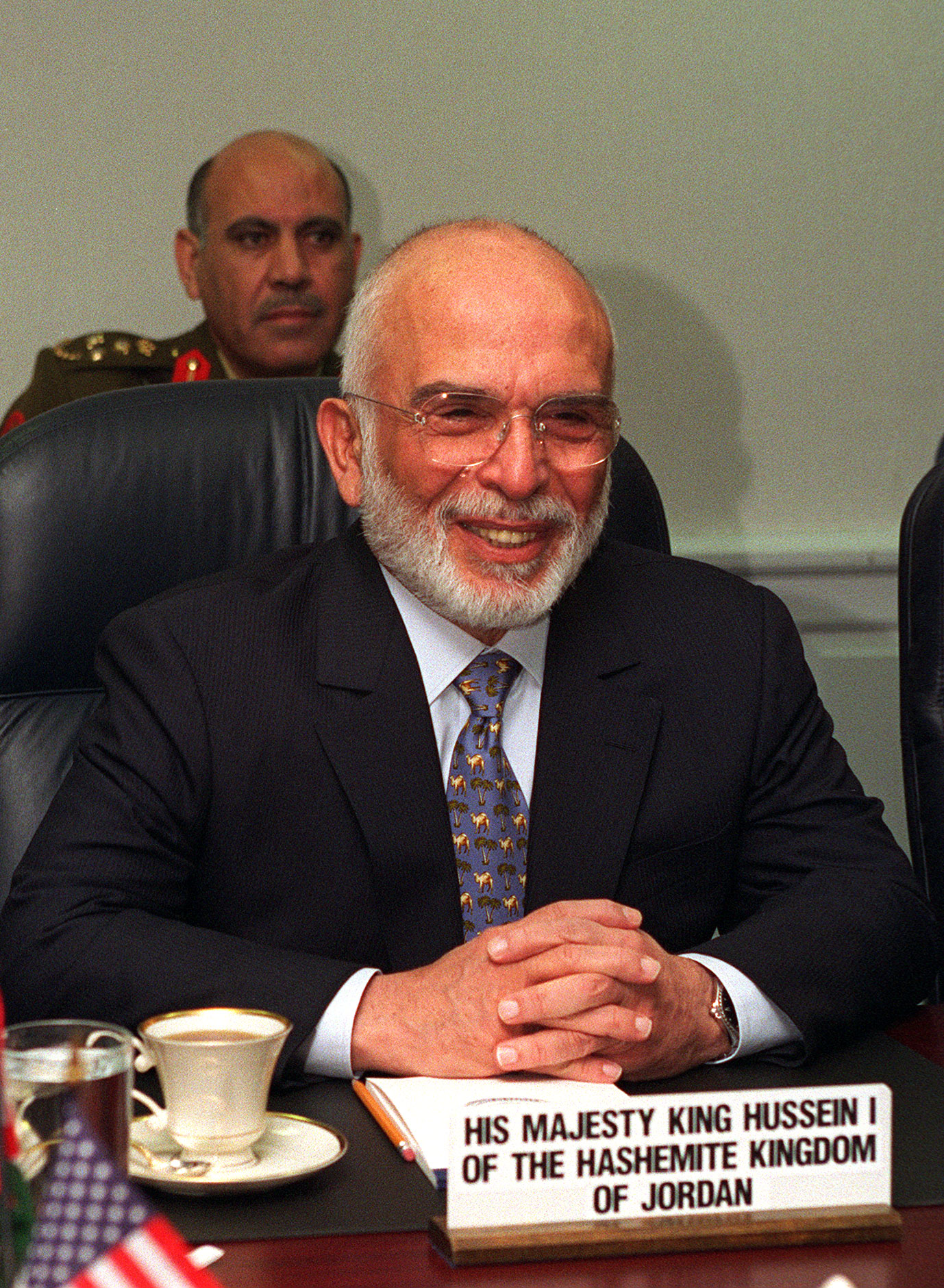
الملك الحسين بن طلال

- 1 فبراير:  باريش مانتشو، مغني تركي.
- 3 فبراير:  لوك بوريلي، لاعب كرة قدم فرنسي.
- 7 فبراير:  الملك الحسين بن طلال، ملك المملكة الأردنية.
- 17 فبراير:  محمد تقي الفقيه، مرجع ديني الشيعة الإمامية.
- 19 فبراير:  محمد محمد صادق الصدر، مرجع ديني شيعي عراقي.
- 19 فبراير:  لويد لا بيتش، عداء سريع بنمي.
- 20 فبراير:  سارة كان، كاتبة ومخرجة من المملكة المتحدة.
- 22 فبراير:  عقيلة راتب، ممثلة مصرية.
- 28 فبراير:  بينغ شين، مترجمة وكاتِبة وشاعرة صينية.

### مارس

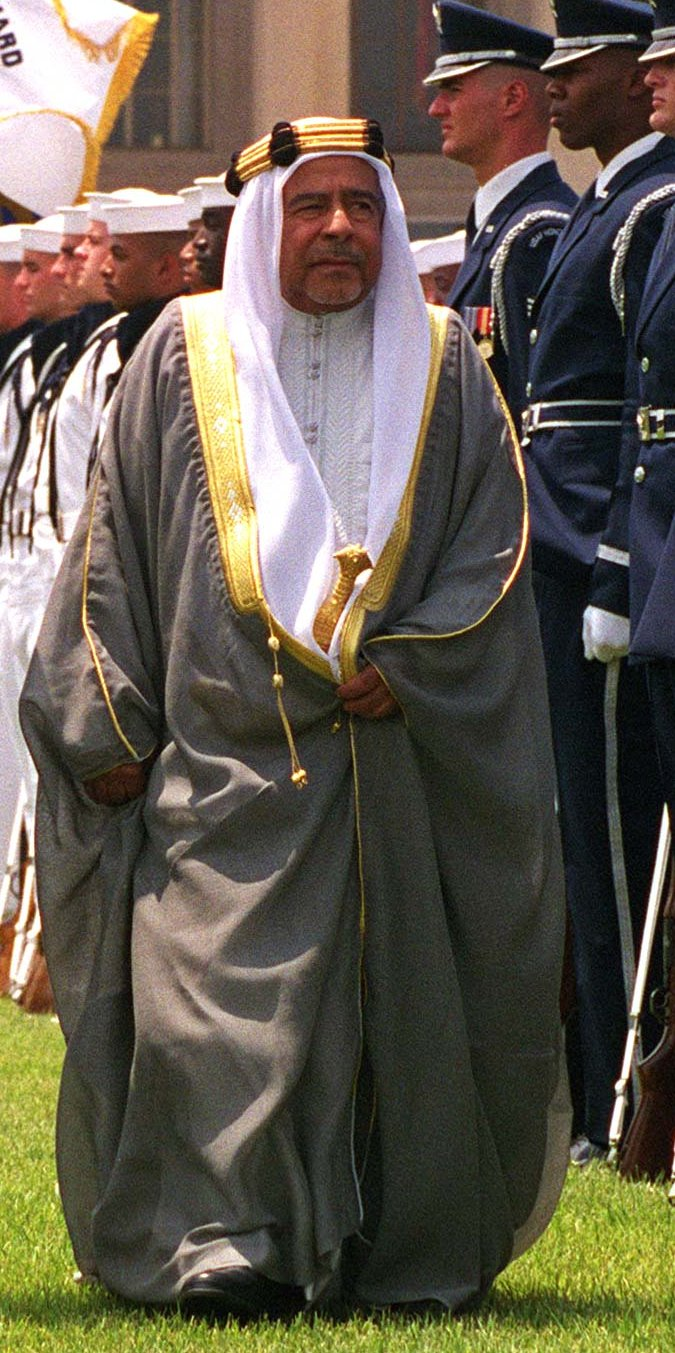
الأمير عيسى بن سلمان آل خليفة

- 5 مارس:  ريتشارد كايلي، ممثل أمريكي.
- 6 مارس:  عيسى بن سلمان آل خليفة، أمير دولة البحرين.
- 7 مارس:  ستانلي كوبريك، مخرج ومنتج سينمائي أمريكي.
- 8 مارس:  أدولفو بيوي كاساريس، كاتب أرجنتيني.
- 12 مارس:  يهودي مينوهين، عازف كمان أمريكي.
- 14 مارس:  الحبيب عاشور، قيادي نقابي تونسي.
- 18 مارس:  كارل ليتشي، دراج سويسري.
- 21 مارس:  ماري أينسورث، عالمة النفس التطويري أمريكية.

### أبريل
- 1 أبريل:  إليس يرنال بيري، محامٍ وناشر صحفي وسياسي أمريكي.
- 28 أبريل:  ألف رامسي، لاعب كرة قدم ومدرب إنجليزي.

### مايو
- 2 مايو:  أوليفر ريد، ممثل بريطاني.
- 13 مايو:  عبد العزيز بن عبدالله بن باز، قاضِ وفقيه ومفتي عام المملكة العربية السعودية.
- 23 مايو:  أوين هارت، مصارع كندي.
- 30 مايو:  الأنبا أغاثون، مطران الإسماعيلية والرئيس السابق لدير الأنبا للكنيسة القبطية الأرثوذكسية في مصر.

### يونيو
- 2 يونيو:  كيث جليدهيل، لاعب كرة مضرب أمريكي.
- 12 يونيو:  المهدي بن عبود، مفكر مغربي.
- 14 يونيو:  لويس دايموند، طبيب أطفال أمريكي، يعرف باسم «أب أمراض الدم لدى الأطفال».
- 18 يونيو:  علي الطنطاوي، فقيه وأديب وقاضي سوري.
- 19 يونيو:  كمال الدين حسين، سياسي وعسكري مصري، أحد أعضاء الضباط الأحرار في مصر.
- 20 يونيو:  كونجا كورش، كاتبة تركية تكتب لنصرة المرأة المسلمة.
- 21 يونيو:  كارل كرولوف، شاعر ومترجم ألماني.
- 29 يونيو:  كاريكين الأول، كان كاثوليكوسا لـ«كاثوليكوسية بيت كيليكيا الكبير».

### يوليو

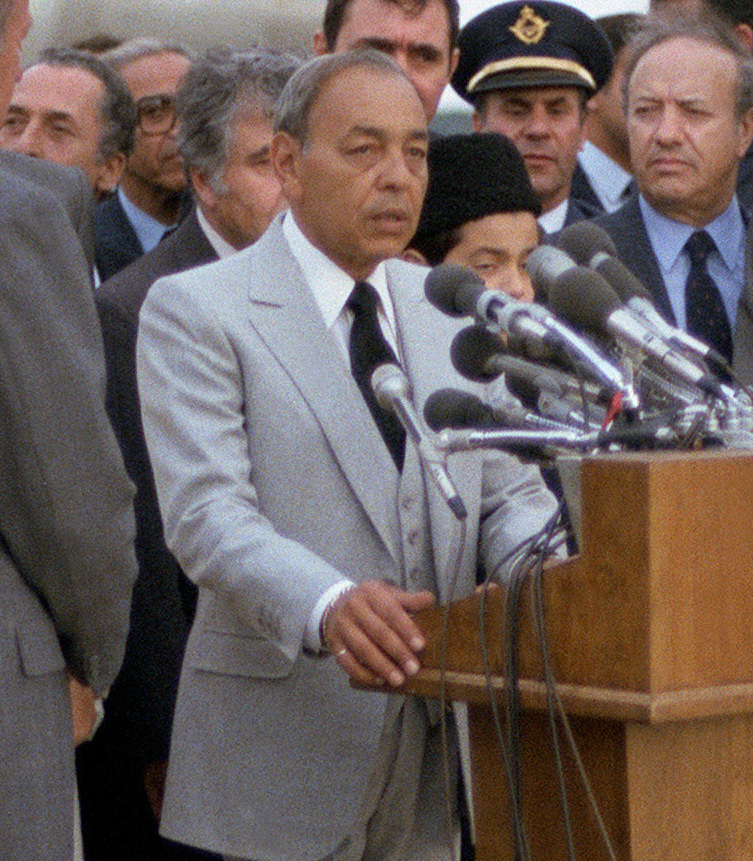
الملك الحسن الثاني

- 2 يوليو:  ماريو بوزو، كاتب وروائي أمريكي، أشتهر بروايته عن المافيا.
- 16 يوليو:  كارولين بيسيت كينيدي، كانت وكيلة إعلام لكالفين كلاين وزوجة جون ف. كينيدي الابن.
- 19 يوليو:  عطية محمد سالم، عالم دين سُنة مصري.
- 20 يوليو:  إميل أندريس، سائق فورملا 1 هندي.
- 23 يوليو:  الحسن الثاني، ملك المملكة المغربية.
- 27 يوليو:  لويس ديبريز، دراج فرنسي.

### أغسطس
- 3 أغسطس:  محمد حديد، سياسي واقتصادي عراقي شغل منصب وزير المالية.
- 3 أغسطس:  اسحق رافائيل، سياسي ووزير إسرائلي.
- 19 أغسطس:  كيم بيرو، لاعبة كرة سلة أمريكية.
- 21 أغسطس:  فيصل بن فهد بن عبد العزيز آل سعود، أمير سعودي.
- 30 أغسطس:  عبد الله البردوني، شاعر وناقد أدبي ومؤرخ ومدرس يمني.

### سبتمبر
- 3 سبتمبر:  كليفلاند ويليامز، ملاكم أمريكي.
- 18 سبتمبر:  ليو أمبرج، دراج سويسري.
- 23 سبتمبر:  عبد القادر الراشدي، موسيقار مغربي.
- 25 سبتمبر:  ماريون زيمر برادلي، كاتبة روايات خيال علمي أمريكية.
- 30 سبتمبر:  تحية كاريوكا، ممثلة وراقصة مصرية.

### أكتوبر
- 1 أكتوبر:  كليمنت ماركيرت، عالم أَحياء أمريكي يُعزى إليه الفَضل في اكتشاف نظائِر الإنزيمات.
- 2 أكتوبر:  محمد ناصر الدين الألباني، فقيه سُني سوري.
- 11 أكتوبر:  رافع دحام التكريتي، سياسي عراقي هو ثاني ابن عم لصدام حسين.
- 28 أكتوبر:  رافائيل ألبرتي، شاعر إسباني.
- 29 أكتوبر:  كمال أدهم، رئيس المخابرات العامة السعودية سابقاً.

### نوفمبر
- 8 نوفمبر:  ليون شتوكيل، لاعب أولمبي لرياضة الجمباز يوغسلافي.
- 9 نوفمبر:  مارجوري غلادمان، لاعبة كرة مضرب أمريكية.
- 11 نوفمبر:  ألفونس أنطوان، دراج فرنسي.
- 15 نوفمبر:  لوسيان جاسيرون، لاعب كرة قدم فرنسي.

```
1999) 
```

- 20 نوفمبر:  أمنتوري فانفاني، تولى رئاسة الحكومة في إيطاليا خمس مرات.
- 24 نوفمبر:  فرناندو فرنانديز، مغني وممثل مكسيكي.
- 26 نوفمبر:  الأميرة هيام، أميرة ولي العهد المملكة العراقية.
- 28 نوفمبر:  ملك عبد العزيز، شاعرة مصرية.

### ديسمبر
- 3 ديسمبر:  محمد السريع، ممثل كويتي.
- 4 ديسمبر:  العياشي بوزكية، عسكري مغربي.
- 8 ديسمبر:  مبارك عبد العزيز الدليمي، سياسي قطري ومن مؤسسي شركة الملاحة القطرية.
- 25 ديسمبر:  زولي مورينو، ممثلة أرجنتينية.
- 24 ديسمبر:  جواو فيغيريدو، رئيس دولة البرازيل.
- 26 ديسمبر:  كرتس مايفيلد، مغني أمريكي.

## جوائز عالمية

### نال جائزة نوبل
- في الفيزياء – الهولنديان جيرارت هوفت ومارتينوس فيلتمان.
- في الكيمياء – المصري أحمد زويل.
- في الطب – الأمريكي غونتر بلوبل.
- في الأدب – الألماني غونتر غراس.
- في السلام – أطباء بلا حدود
- في الاقتصاد – الكندي روبرت ماندل.

### جائزة الملك فيصل العالمية
- في خدمة الإسلام – الإماراتي جمعة الماجد.
- في الدراسات الإسلامية – السوري ناصر الدين الألباني.
- في اللغة العربية والأدب – مناصفة بين المصرية مكارم أحمد الغمري والمغربي سعيد علوش.
- في الطب – مناصفة بين الأسترالي باتريك هولت والبريطاني ستيفن هولجيت.
- في العلوم – مناصفة بين الياباني ريوجي نويوري والألماني ديتر زيباخ.